# Oeuvre van Antonio Caldara
Hieronder volgt een lijst van werken van Antonio Caldara, gerangschikt naar het genre van de composities.

## Composities

### Werken voor orkest
- 1718 Sinfonia Nr. 1 "Il martiro di S. Terenziano"
  1. A Tempo giusto e staccata - Adagio
  2. Allegro
  3. Adagio
  4. Allegro
- 1724 Sinfonia Nr. 4 "Morte e sepultura di Christo"
  1. Grave
  2. Allegretto - Adagio
  3. Allegro assai
- 1727 Sinfonia Nr. 2 "Il Battista"
  1. Allegro assai
  2. Largo - Adagio
  3. Allegro
- 1729 Sinfonia Nr. 11 "Naboth"
  1. Allegro - Adagio
  2. Largo
  3. Allegro
- 1730 Sinfonia Nr. 12 "La passione di Gesù Signor nostro"
  1. Grave
  2. Allegretto
  3. Adagio
  4. Allegro
- 1731 Sinfonia Nr. 6 "Sant' Elena al Calvario"
  1. Adagio - Allegretto
  2. Adagio
  3. Allegretto
- 1732 Sinfonia Nr. 3 "La morte d' Abel"
  1. Larghetto
  2. Allegretto
  3. Grave
  4. Allegro assai
- 1732 Sinfonia Nr. 8 "Sedecia"
  1. Larghetto
  2. Allegro
  3. Largo
  4. Allegro
- 1733 Sinfonia Nr. 7 "Gerusalemme convertita"
  1. Largo
  2. Allegro
- 1733 Sinfonia Nr. 10 "Gioseffo, che interpreta i sogni"
  1. Allegro - Adagio
  2. Allegro
- 1734 Sinfonia Nr. 5 "San Pietro in Caesarea"
  1. Andante
  2. Allegro - Adagio
  3. Allegro
- 1735 Sinfonia Nr. 9 "Gesù presentato nel Tempio"
  1. Introduzione: Largo - Adagio
  2. Allegro
  3. Adagio
  4. Allegro

### Oratoria
- 1697 Il Trionfo della continenza - tekst: Bernardo Sandrinelli
- ca. 1700 Maddalena ai piedi di Cristo - tekst: L. Forni
- ca. 1700 La Frode della castità
- ca. 1700 Le Gelosie d'un onore utilmente crudele - tekst: G. Gabrielli
- ca. 1700 Il Trionfodella innocenza
- na 1700 Il Ricco epulone - tekst: Bernardo Sandrinelli
- 1705 La Castità al cimento - tekst: Pietro Kardinaal Ottoboni
- 1708 Il Martirio di Santa Caterina, oratorium voor 2 sopranen, contra-alt, tenor, bas, 2 hobo's, luit, 2 violen, altviool, cello, contrabas, orgel en klavecimbel - tekst: Francesco Forzoni Accolti
- 1710 Santa Francesca Romana
- 1712 Santo Stefano, primo Re dell'Ungheria
- 1713 SS.ma Annunziata
- 1713 Santa Flavia Domitilla
- 1713 S. Ferma
- 1715 Abisai
- 1715 La Ribellione d'Assalonne
- 1715 La Conversione di Clodoveo Re di Francia - tekst: Carlo Sigismondo Capece
- 1717 Cristo condannato - tekst: Pietro Pariati
- 1718 Il Martirio di S. Terenziano - tekst: G. Piselli
- 1719 La Caduta di Gerico - tekst: Alessandro Gargieria
- 1720 Assalonne - tekst: Giacomo Antonio Bergamori
- 1722 Il Re del dolore - tekst: Pietro Pariati
- 1722 Giuseppe - tekst: Apostolo Zeno
- 1723 Ester - tekst: E. Fozio
- 1724 Morte e sepoltura di Cristo - tekst: E. Fozio
- 1724 Morte e Sepultura di Christo
- 1725 Le Profezie evangeliche di Isaia - tekst: Apostolo Zeno
- 1726 Gioseffo che interpreta I sogni - tekst: Giovanni Battista Neri
- 1726 Il Morto redivivo overo S. Antonio - tekst: C. Montalbano
- 1727 Il Batista - tekst: Apostolo Zeno
- 1728 Gionata - tekst: Apostolo Zeno
- 1729 Naboth - tekst: Apostolo Zeno
- 1730 La Passione di Nostro Signore Gesù Cristo - tekst: Pietro Metastasio
- 1731 Sant' Elena al Calvario
- 1732 La Morte d'Abel
- 1732 Sedecia
- 1733 Gerusalemme convertita
- 1734 San Pietro in Caesarea
- 1735 Gesu presentato nel Tempio

### Cantates
- 1712 Vaticini di Pace, kerstcantate voor sopraan, alt, tenor, bas en orkest - tekst: Paolo Gini
- 1713 Cantata da recitarsi la notte del SS. Natale nel Palazzo Apostolico a 3 - tekst: Paolo Gini
- 1713 5 Cantate per il SS.mo Natale
- 1716 Il Natale d'Augusto a 3
- 1730 Cantata pastorale eroica a 5
- 1730 Germania, il dì che splende a 2
- 1734 Il Giuoco del quadriglio
- Amarilli vezossa, kerstcantate voor sopraan, alt, contratenor en orkest
- Amante recidivo, cantate
- Astri di quel bel viso
- Cantate d'Amore
- D'improvviso, cantate
- Da tuoi lumi, cantate
- Dipartita Amorosa - Cloir e Tirsi, cantate
- Il Silentio, cantate, op. 3 Nr. 8
- L'Aniversario Amoroso, cantate, op. 3 Nr. 9
- La Costanza Vince il Rigore, cantate
- La Fama, cantate,	op. 3 Nr. 11
- La Lode Premiata, cantate
- Lungi dal' idol mio, cantate
- Non v'e pena, cantate
- Quel duol del mio core - Daliso e Clori, cantate
- Sempre mi torna in mente
- Soffri, mio caro Alcino
- Vedro senz'onde il mare, cantate
- Vicino a un rivoletto, cantate voor alt, viool, obligaat cello en klavecimbel

### Missen en andere kerkmuziek
- 1723 Te Deum, voor alt solo, 2 gemengde koren en orkest voor de feestelijkheden van de intronisatie van keizer Karel VI tot koning van Bohemen in de Sint-Vituskathedraal
- ca.1725 Stabat Mater
- 1726 Missa sanctificationis Sancti Joannis Nepomuceni
- 1735 Missa Dolorosa
- Benedicta et venerabilis es, graduale
- Caro mea vere est cibus, motet
- Crucifixus, voor 16-stemmig gemengd koor
- Missa canonica
- Missa Cardinalis
- Missa Sancti Josephi in Bes majeur, voor solisten, gemengd koor, 2 violen en basso continuo
- Missa Sanctorum Cosmae et Damiani, voor sopraan, alt, tenor, bas, gemengd koor, 4 trompetten, 2 trombones, fagot, strijkers, basso continuo en pauken
- Regina coeli laetare

### Muziektheater

#### Opera's
| Voltooid in                 | titel | aktes       | première | libretto                                                                                |
| --------------------------- | --- | ----------- | --- | --------------------------------------------------------------------------------------- |
| 1689                        | L'Argene | 3 bedrijven | herfst 1689, Venetië, Accademia ai Saloni                                                                                 | Paolo Emilio Badi                                                                       |
| 1696                        | Il Tirsi (1e akte door: Antonio Lotti en 3e akte door: Attilio Ariosti) | 5 bedrijven | herfst 1696, Venetië, S. Salvatore                                                                                        | ? Apostolo Zeno (A. Z.)                                                                 |
| 1697                        | La promessa serbata al primo | 3 bedrijven | lente 1697, Venetië, SS. Giovanni e Paolo                                                                                 |                                                                                         |
| 1698 of: 1709               | L'ingratitudine castigata | 3 bedrijven | 1698, Venetië of: 1700 Rome                                                                                               | Francesco Silvani                                                                       |
| 1699 rev.1700               | L'oracolo in sogno samen met: Antonio Quintavalle (2e akte) en Carlo Francesco Pollarolo (3e akte)                                                                                 | 3 bedrijven | 6 december 1699, Mantua, Teatro di Mantova; rev. versie: januari 1700, Venetië, S. Angelo                                 | Francesco Silvani                                                                       |
| 1700-1701 rev.1709          | La Partenope | 3 bedrijven | mei 1701, Mantua, Teatro di Mantova; rev. versie: mei 1709, Ferrara, Bonascossi                                           | Silvio Stampiglia                                                                       |
| 1701; rev.1710              | Opera pastorale; rev. versie als: La costanza in amor vince l'inganno | 3 bedrijven | 1701, Mantua, Teatro di Mantova; rev. versie: 1710, Macerata en 6 februari 1711 Rome, Palazzo Ruspoli                     |                                                                                         |
| 1703                        | Gli equivoci nel sembiante | 3 bedrijven | carnaval 1703, Casale, Teatro Novo                                                                                        | Domenico Filippo Contini                                                                |
| 1703                        | Farnace | 3 bedrijven | herfst 1703, Venetië, S. Angelo                                                                                           | Lorenzo Morani                                                                          |
| 1704                        | Paride sull'Ida ovvero Gli amori di Paride con Enone | 3 bedrijven | lente 1704, Mantua, Teatro di Mantova                                                                                     |                                                                                         |
| 1705                        | L'Arminio | 3 bedrijven | carnaval 1705, Genua, S. Agostino                                                                                         | Antonio Salvi                                                                           |
| 1707                        | Il selvaggio eroe | 5 bedrijven | 20 november 1707, Venetië, S. Giovanni Grisostomo                                                                         | Giovanni Frigimelica Roberti                                                            |
| 1708                        | Il più bel nome | 1 akte      | 2 augustus 1708, Barcelona, Llotja de mar                                                                                 | Pietro Pariati                                                                          |
| 1708                        | Sofonisba | 3 bedrijven | herfst 1708, Venetië, S. Giovanni Grisostomo                                                                              | Francesco Silvani                                                                       |
| 1709                        | L'inimico generoso | 3 bedrijven | 1709, Bologna, Malvezzi                                                                                                   |                                                                                         |
| 1709                        | Il nome più glorioso | 1 akte      | 4 november 1709, Barcelona                                                                                                | Pietro Pariati                                                                          |
| 1709; rev.1716; 2e rev.1718 | L'Atenaide; rev. versie met aria's van Johann Joseph Fux en Francesco Gasparini als Teodosio ed Eudosa samen met: Andrea Stefano Fiorè (1e akte); en Francesco Gasparini (3e akte) | 3 bedrijven | 1709, Barcelona, Milaan of Wenen; 1e rev. versie: 12 september 1716, Brunswijk; 2e rev. versie: 14 november 1718, Hamburg | Apostolo Zeno                                                                           |
| 1710                        | L'Anagilda | 3 bedrijven | 4 januari 1711, Rom, Palazzo Ruspoli                                                                                      | Girolamo Gigli                                                                          |
| 1711                        | Giunio Bruto ovvero La caduta de' Tarquini samen met: Carlo Francesco Cesarini (1e akte) en Alessandro Scarlatti (3e akte)                                                         | 3 bedrijven | niet uitgevoerd | Giuseppe Sinibaldi                                                                      |
| 1713                        | Tito e Berenice | 3 bedrijven | 10 januari 1714, Rome, Teatro Caparanica                                                                                  | Carlo Sigismondo Capece, Pietro Ottoboni                                                |
| 1714                        | L'Atenaide samen met: Marc'Antonio Ziani (1e akte); en Antonio Negri (2e akte); alsook Intermezzi en Licenza van Francesco Bartolomeo Conti                                        | 3 bedrijven | 19 november 1714, Wenen, Hoftheater                                                                                       | Apostolo Zeno                                                                           |
| 1715                        | La Dulcinea e cuoco |             | 1715, Napels |                                                                                         |
| 1716                        | Il giubilo della |             | zomer 1716, Salzburg | R. M. Rossi                                                                             |
| 1716                        | Il maggior grande | 1 akte      | 1 oktober 1716, Wenen, Hoftheater                                                                                         | Pietro Pariati                                                                          |
| 1716                        | Barlafuso e Pipa |             | 19 november 1716, Wenen, Hoftheater                                                                                       | Francesco Rinaldo Cantù                                                                 |
| 1717                        | Caio Marzio Coriolano F | 3 bedrijven | 28 augustus 1717, Wenen, Teatro della Favorita                                                                            | Pietro Pariati                                                                          |
| 1717; rev.1730              | Il Tiridate ossia verità nell'inganno; rev. versie met intermezzi uit Lisetta ed Astrobolo                                                                                         | 3 bedrijven | 11 november 1717, Wenen, Teatrino di corte                                                                                | Francesco Silvani                                                                       |
| 1718                        | Ifigenia in Aulide | 3 bedrijven | 5 november 1718, Wenen, Hoftheater                                                                                        | Apostolo Zeno                                                                           |
| 1719                        | Sirita | 3 bedrijven | 21 augustus 1719, Wenen, Teatro della Favorita                                                                            | Apostolo Zeno                                                                           |
| 1719                        | Dafne | 3 bedrijven | 4 oktober 1719, Salzburg                                                                                                  | Giovanni Biavi                                                                          |
| 1719                        | Lucio Papirio dittatore | 3 bedrijven | 4 november 1719, Wenen, Hoftheater                                                                                        | Apostolo Zeno                                                                           |
| 1720                        | Apollo in cielo | 1 akte      | 4 november 1720, Wenen, Hoftheater                                                                                        | Pietro Pariati                                                                          |
| 1720                        | Gli eccessi dell'infedeltà | 3 bedrijven | 1720, Salzburg, Hof | Domenico Lalli                                                                          |
| 1720                        | Psiche met aria's van Johann Joseph Fux | 1 akte      | 19 november 1720, Wenen, Hoftheater                                                                                       | Apostolo Zeno                                                                           |
| 1720                        | L'inganno tradito dall'amore | 3 bedrijven | 1720, Salzburg, vorstbisschoppelijk Palais                                                                                | Antonio Maria Lucchini                                                                  |
| 1720                        | Il germanico Marte | 3 bedrijven | 4 oktober 1721, Salzburg, Hof                                                                                             |                                                                                         |
| 1721                        | Ormisda re di Persia | 3 bedrijven | 4 november 1721, Wenen, Hoftheater                                                                                        | Apostolo Zeno                                                                           |
| 1722                        | Nitocri | 3 bedrijven | 30 augustus 1722, Wenen, Teatro della Favorita                                                                            | Apostolo Zeno                                                                           |
| 1722                        | Camaide, imperatore della Cina overo Li figliuoli rivali del padre | 3 bedrijven | 4 oktober 1722, Salzburg, Hof                                                                                             | Domenico Lalli                                                                          |
| 1722                        | Scipione nelle Spagne | 3 bedrijven | 4 november 1722, Wenen, Hoftheater                                                                                        | Apostolo Zeno                                                                           |
| 1723                        | La contesa de'numi | 2 bedrijven | 1 oktober 1723, Praag, Hradschin of Znaim                                                                                 | G. Prescimonio                                                                          |
| 1723                        | La concordia de' pianeti | 1 akte      | 19 november 1723, Znojmo                                                                                                  | Pietro Pariati                                                                          |
| 1724                        | Euristeo | 3 bedrijven | 16 mei 1724, Wenen, Hoftheater                                                                                            | Apostolo Zeno                                                                           |
| 1724                        | Andromaca | 3 bedrijven | 28 augustus 1724, Wenen, Teatro della Favorita                                                                            | Apostolo Zeno                                                                           |
| 1724                        | Gianguir, imperatore del Mogol | 3 bedrijven | 4 november 1724, Wenen, Hoftheater                                                                                        | Apostolo Zeno                                                                           |
| 1724                        | Il finto Policare | 3 bedrijven | 1724, Salzburg, Hof | Pietro Pariati                                                                          |
| 1725                        | Semiramide in Ascalona | 3 bedrijven | 28 augustus 1725, Wenen, Giardino della Favorita                                                                          | Apostolo Zeno                                                                           |
| 1725                        | Astarto | 3 bedrijven | 4 oktober 1725, Salzburg, Hof                                                                                             | Apostolo Zeno, Pietro Pariati                                                           |
| 1725                        | Il Venceslao | 5 bedrijven | 4 november 1725 Wenen, Hoftheater                                                                                         | Apostolo Zeno                                                                           |
| 1726                        | Amalasunta | 3 bedrijven | herfst 1726, Jaroměřice nad Rokytnou, slot Jaroměřice van Graaf Johann Adam von Questenberg                               | Nicodemo Blinoni                                                                        |
| 1726                        | Nigella e Tirsi | 3 bedrijven | 1726, Wenen | Giovanni Claudio Pasquini                                                               |
| 1726                        | I due dittatori | 3 bedrijven | 4 november 1726, Wenen, Hoftheater                                                                                        | Apostolo Zeno                                                                           |
| 1726                        | L'Etearco | 3 bedrijven | 1726, Salzburg | Silvio Stampiglia                                                                       |
| 1726-1727                   | Don Chisciotte in corte della duchessa | 5 bedrijven | 6 februari 1727, Wenen, Teatrino di corte                                                                                 | Giovanni Claudio Pasquini naar Miguel de Cervantes Saavedra                             |
| 1727                        | Imeneo | 3 bedrijven | 28 augustus 1727, Wenen, Giardino della Favorita                                                                          | Apostolo Zeno                                                                           |
| 1727                        | Ornospade | 3 bedrijven | 4 november 1727, Wenen, Hoftheater                                                                                        | Apostolo Zeno                                                                           |
| 1727                        | La verità nell'inganno ossia Arsinoe | 3 bedrijven | 15 november 1727, Salzburg                                                                                                | Francesco Silvani                                                                       |
| 1727-1728                   | Festa di camera per introduzione al ballo ("Vieni o compagna") |             | carnaval 1728, Wenen, Hoftheater                                                                                          | Giovanni Claudio Pasquini                                                               |
| 1728                        | La corona d'Imeneo | 3 bedrijven | 13 maart 1728, Wenen, Hoftheater                                                                                          | Giovanni Claudio Pasquini                                                               |
| 1728                        | La forza dell'amicizia ovvero Pilade ed Oreste samen met: Johann Adam Joseph Karl Georg Reutter Jr. (1e akte)                                                                      | 3 bedrijven | 17 augustus 1728, Graz | Giovanni Claudio Pasquini                                                               |
| 1728                        | Amor non ha legge | 3 bedrijven | herfst 1728, Jaroměřice nad Rokytnou, slot Jaroměřice van Graaf Johann Adam von Questenberg                               | Nicodemo Blinoni                                                                        |
| 1728                        | Mitridate | 5 bedrijven | 4 november 1728, Wenen, Hoftheater                                                                                        | Apostolo Zeno                                                                           |
| 1728-1729                   | I disingannati | 3 bedrijven | 8 februari 1729, Wenen, Teatrino di corte                                                                                 | Giovanni Claudio Pasquini naar Molière «Le Misanthrope»                                 |
| 1729                        | Il natale di Minerva Tritonia | 3 bedrijven | 1729, Wenen | Giovanni Claudio Pasquini                                                               |
| 1729                        | Caio Fabbrizio | 3 bedrijven | 13 november 1729, Wenen, Hoftheater                                                                                       | Apostolo Zeno                                                                           |
| 1730                        | Enone | 5 bedrijven | 28 augustus 1730, Wenen, Giardino della Favorita                                                                          | Apostolo Zeno naar Giovanni Battista Giraldi: "L'Epitia"                                |
| 1730                        | Dialogo tra la vera disciplina e il Genio | 1 akte      | 15 oktober 1730, Wenen, Teatro della Favorita                                                                             | Giovanni Claudio Pasquini                                                               |
| 1730                        | La pravità castigata |             | 1730, Praag |                                                                                         |
| 1730                        | La patienza di Socrate con due mogli; samen met: Johann Adam Joseph Karl Georg Reutter Jr. (2e akte)                                                                               | 3 bedrijven | | naar Niccolò Minate                                                                     |
| 1731                        | Il Demetrio | 3 bedrijven | 4 november 1731, Wenen, Hoftheater                                                                                        | Pietro Metastasio                                                                       |
| 1731                        | Livia | 1 akte      | 19 november 1731, Wenen, Hoftheater                                                                                       | Giovanni Claudio Pasquini                                                               |
| 1732                        | L'asilo d'amore | 1 akte      | 28 augustus 1732, Linz | Pietro Metastasio                                                                       |
| 1732                        | Adriano in Siria | 3 bedrijven | 9 november 1732, Wenen, Hoftheater                                                                                        | Pietro Metastasio                                                                       |
| 1732                        | Sancio Panza governatore dell'isola Barattaria | 3 bedrijven | 27 januari 1733, Wenen, Teatrino di corte                                                                                 | Giovanni Claudio Pasquini naar Miguel de Cervantes Saavedra "Don Quichot van La Mancha" |
| 1733                        | L'Olimpiade | 3 bedrijven | 8 augustus 1733, Wenen, openluchttheater Nieuwe Favorita                                                                  | Pietro Metastasio                                                                       |
| 1733                        | Il natale d'Augusto | 3 bedrijven | 1 oktober 1733, Wenen, Teatro della Favorita                                                                              | Giovanni Claudio Pasquini naar Ovidius "Metamorfosen", boek 15                          |
| 1733                        | Demofoonte | 3 bedrijven | 4 november 1733, Wenen, Hoftheater                                                                                        | Pietro Metastasio                                                                       |
| 1734                        | Le lodi di Augusto F | 3 bedrijven | 1 oktober 1734, Wenen, Teatro della Favorita                                                                              | Giovanni Claudio Pasquini                                                               |
| 1734                        | La clemenza di Tito | 3 bedrijven | 4 november 1734, Wenen, Hoftheater                                                                                        | Pietro Metastasio                                                                       |
| 1734-1735                   | Le Cinesi | 1 akte      | carnaval 1735, Wenen, Hoftheater                                                                                          | Pietro Metastasio                                                                       |
| 1735                        | Il natale di Minerva Tritonia | 1 akte      | 28 augustus 1735, Wenen, Giardino della Favorita                                                                          | Giovanni Claudio Pasquini                                                               |
| 1735                        | Le Grazie vendicate | 1 akte      | 28 augustus 1735, Wenen, Teatro della Favorita                                                                            | Pietro Metastasio                                                                       |
| 1735                        | Scipione Africano il maggiore | 1 akte      | 4 november 1735, Wenen, Hoftheater                                                                                        | Giovanni Claudio Pasquini                                                               |
| 1736                        | Ciro riconosciuto | 3 bedrijven | 28 augustus 1736, Wenen, Giardino della Favorita                                                                          | Pietro Metastasio                                                                       |
| 1736                        | Il Temistocle | 3 bedrijven | 4 november 1736, Wenen, Hoftheater                                                                                        | Pietro Metastasio                                                                       |

### Overige werken
- Alma del core (aria)
- Pur dicesti, o Bocca bella (aria)
- Sebben, crudele (aria uit La Costanza vince l'amor in inganno, 1710)
- Selve Amiche (aria)

### Kamermuziek
- Sonate in g mineur, voor 2 violen en basso continuo, op. 2 Nr. 4
- Sonate in A majeur, voor 2 violen en basso continuo, op. 2 Nr. 6
- Sonate in F majeur, voor 2 violen en basso contiuno, op. 2 Nr. 8
- Chiacona, op. 2 Nr. 12